# 阿哈爾卡拉基市鎮

41°24′20″N 43°29′10″E / 41.40556°N 43.48611°E
阿哈爾卡拉基市鎮，是格魯吉亚南部薩姆茨赫-賈瓦赫蒂大区的市镇，行政中心为阿哈爾卡拉基。市镇面積为1,235平方公里，2014年人口数量为45,070人，人口密度每平方公里36人。